# Heinz Hippmann
Heinz Hippmann (* 6. Januar 1926) ist ein ehemaliger deutscher Fußballtorwart. In der DDR-Oberliga, der höchsten Spielklasse im DDR-Fußball, bestritt er zwischen 1951 und 1956 100 Meisterschaftsspiele (92 für Motor Zwickau, acht für den SC Wismut Karl-Marx-Stadt). Mit dem SC Wismut wurde er 1956 DDR-Meister.

## Sportlich Laufbahn
Nach dem Ende des Zweiten Weltkriegs wurde Hippmann zunächst Torwart bei der Sportgemeinschaft Zwickau-Mitte. Zwischen 1949 und 1950 spielte er beim 1. FV Bebra in der zweitklassigen Landesliga Hessen. 1951 kehrte Hippmann nach Zwickau zurück und schloss sich dem DDR-Oberligisten Betriebssportgemeinschaft (BSG) Motor Zwickau an. Dort wurde er in der Saison 1951/52 als Ersatz für den ausgeschiedenen bisherigen Stammtorwart Joachim Otto vom ersten Spieltag an eingesetzt. Von den 36 ausgetragenen Punktspielen bestritt Hippmann 32 Partien und etablierte sich so zur neuen Nummer eins im Tor der Zwickauer. Diesen Status behielt er bis zum Ende der Spielzeit 1953/54. Bis dahin hatte er 89 der 96 ausgetragenen Oberligaspiele bestritten. Zur Saison 1954/55 bestimmte Trainer Erich Dietel den sechs Jahre jüngeren Rolf Baumann zum neuen Stammtorwart, und Hippmann kam nur noch dreimal in der Hinrunde zum Einsatz.
In der Rückrunde der Spielzeit 1954/55 wurde Hippmann an den Zweitligisten BSG Stahl Stalinstadt abgegeben. Dort stand er in allen 13 Punktspielen der Rückrunde im Tor.
Anschließend wechselte Hippmann zum SC Wismut Karl-Marx-Stadt, der im erzgebirgischen Aue beheimatet war. Er wurde in den letzten drei Spielen der so genannten Übergangsrunde eingesetzt, die über 13 Spiele im Herbst 1955 als Übergang zum Kalenderjahr-Rhythmus im DDR-Fußball ausgetragen wurde. In der folgenden Saison 1956 wurde Hippmann zunächst in den ersten sieben Oberliga-Punktspielen aufgeboten, verlor danach aber seinen Stammplatz an Kurt Steinbach, der bereits 1953/54 etatmäßiger Torwart der Wismut-Mannschaft gewesen war. Hippmann kam nur noch einmal als Einwechselspieler in einem Punktspiel zum Einsatz. Der SC Wismut beendete die Saison 1956 als neuer DDR-Fußballmeister, Hippmann beendete seine Karriere im höherklassigen Fußball.